# اللجنة الثانية للجمعية العامة للأمم المتحدة
اللجنة الثانية للجمعية العامة للأمم المتحدة (تُعرف أيضًا باسم اللجنة الاقتصادية والمالية)، هي واحدة من اللجان الرئيسية الست للجمعية العامة للأمم المتحدة. وتختص بالشؤون المالية والاقتصادية العالمية والتنمية المستدامة والمستوطنات البشرية والقضاء على الفقر والعولمة والاعتماد المتبادل والأنشطة التنفيذية من أجل التنمية وتسخير تكنولوجيات المعلومات والاتصالات لأغراض التنمية.
تجتمع اللجنة الثانية في كل عام في أوائل شهر أكتوبر وتهدف إلى إنهاء عملها بنهاية نوفمبر. يمكن لجميع الدول الأعضاء في الأمم المتحدة البالغ عددها 193 الحضور.

## التفويض
يندرج عمل اللجنة في إحدى عشرة قضية كما يلي:
- سياسات الاقتصاد الكلي
- الأنشطة التنفيذية من أجل التنمية
- تمويل التنمية
- مجموعات البلدان في ظروف خاصة
- العولمة والاعتماد المتبادل
- القضاء على الفقر
- التنمية المستدامة
- تكنولوجيا المعلومات والاتصالات من أجل التنمية
- التنمية الزراعية والأمن الغذائي والتغذية
- المستوطنات البشرية والتنمية الحضرية المستدامة

## البث الشبكي
تساوقا مع قرار الجمعية العامة 246/66 ، تبث الجلسات الرسمية للجنة بثا شبكيا مباشرا على تلفاز الأمم المتحدة الشبكي. ويمكن مشاهدة محفوظات مقاطع الفيديو  في الصفحة المخصصة للجنة. ومما يجدر الإشارة إليه أن البث المباشر للاجتماعات الرسمية متوافر دوما باللغات الرسمية الست بالإضافة إلى اللغة الأصلية للمتحدث إذا لم تكن إحدى تلك اللغات الرسمية